# Rain (powiat Donau-Ries)
Rain – miasto w Niemczech, w kraju związkowym Bawaria, w rejencji Szwabia, w regionie Augsburg, w powiecie Donau-Ries, siedziba wspólnoty administracyjnej Rain, do której miasto od 1 lipca 2021 nie należy. Leży około 10 km na południowy wschód od Donauwörth, nad rzeką Lech i Friedberger Ach, przy drodze B16 i linii kolejowej Ulm – Ingolstadt.

## Zabytki
- rokokowy ratusz
- Muzeum Braci Lachner (Gebrüder-Lachner-Museum)
- pomnik Johana von Tilly

W historii europejskiej znane z bitwy stoczonej 14–15 kwietnia 1632 roku w trakcie wojny trzydziestoletniej, pomiędzy wojskami Ligi Katolickiej dowodzonymi przez hrabiego Tilly i armią szwedzką króla Gustawa Adolfa.

## Polityka
Burmistrzem miasta jest Gerhard Martin z SPD, rada miasta składa się z 20 osób.
|      | CSU | SPD | WV Rainer Stadtteile | PWG | JB/Niezależni | BMB | JR | Razem |
| 2008 | 7   | 2   | 5                    | 2   | 2             | 1   | 1  | 20    |
| 2002 | 7   | 2   | 5                    | 2   | 2             | 1   | 1  | 20    |

## Oświata
W mieście znajdują się 4 przedszkola oraz 3 szkoły (podstawowa, Hauptschule i Realschule).

## Osoby urodzone w Rain
- Johann Bayer, astronom
- Franz Lachner, kompozytor
- Ignaz Lachner, kompozytor
- Vinzenz Lachner, kompozytor
- Georg Tannstetter, astronom